# Тимошинское муниципальное образование
Тимошинское сельское поселение — муниципальное образование со статусом сельского поселения в 
Жигаловском районе Иркутской области России. Административный центр — село Тимошино.

## История
Первые упоминания о селе Тимошино (изначально называлось Тимофеева) относится к 1665 году. Свое название село получило в честь Тимофея Дружинина. В 1723 году здесь проживало 2 двора поселенных крестьян.
В июне 1950 года произошло объединение колхозов в один — имени С.М. Кирова, председатель Кряжев Николай Иванович. После объединения возросли экономические возможности нового коллективного хозяйства. Появилась возможность для покупок, обслуживания, ремонта техники. Появился первый трактор, радио, было подключено электричество.

## Демография
По результатам Всероссийской переписи населения 2010 года
численность населения муниципального образования составила 225 человек, в том числе 109 мужчин и 116 женщин.

## Населённые пункты
- село Тимошино
- деревня Бутырина
- деревня Захарова
- деревня Кайдакан